# Ermentruda d'Orleans
Ermentruda d'Orleans (francès: Ermentrude d'Orléans)  (valor desconegut, 27 de setembre de 830 - Abbaye d'Hasnon, 6 d'octubre de 869) fou la primera esposa de Carles el Calb, per tant va ser reina consort dels Francs occidentals (842 - 867) i d'Aquitània (842 - 855).

## Orígens familiars
Ermentruda era filla del comte d'Orleans, Odó I i de la seva segona esposa, la germana d'Adalard el Senescal i de Girard del Rosselló, Engeltruda, filla del comte de Fezensac, Liutard (?- després del 812), que era un dels comtes gascons de Lluís el Pietós, rei d'Aquitània i de Grimilde. Per part de mare era descendent de Carles Martel.

## Biografia
Només es tenen dades de la vida d'Ermentruda a partir de les seves núpcies. Es va casar el 13 de desembre de l'any 842 al Carisiacum palatium de Quierzy, amb el rei dels francs occidentals Carles el Calb.

Va ser coronada al monestir de Saint-Médard de Soissons l'agost del 866.
Ermentruda es va separar del seu marit el 867 sense haver estat repudiada i es va internar en un convent, a prop de Valenciennes.
Va morir el 6 d'octubre del 869 al convent de sant Denís, a l'edat de 44 anys. A la cerimònia de l'enterrament hi va assistir Bosó de Provença, el fill de Biví de Vienne comte de la Borgonya Cisjurana, el qual va enviar un missatge a la seva germana Riquilda de Provença perquè anés a consolar el rei vidu.

L'any següent (870), Carles es casaria amb Riquilda.

## Descendència
Ermentruda va tenir nou fills:
- Judit (844–870), casada en primeres núpcies amb Ethelwulf de Wessex, en segones núpcies amb Ethelbald (el seu fillastre) i en terceres núpcies amb, Balduí I de Flandes
- Lluís el Quec (846–879), rei dels Francs Occidentals, rei d'Aquitània i rei de Provença
- Carles l'Infant (847–866), rei d'Aquitània
- Lotari (848–866[13]), monjo des del 861[13] abat de Saint-Germain
- Carloman (849–878), monjo i abat de sant Medard de Soissons.
- Rotruda (852–912), monja, abadessa de Santa Redegonda[15]
- Ermetruda[14] (854–877), monja, abadessa d'Hasnon
- Hildegarda[14] (856-?), morta jove
- Gisel·la[14] (857–874)